# Tomentgaurotes
Tomentgaurotes is een kevergeslacht uit de familie van de boktorren (Cerambycidae). De wetenschappelijke naam van het geslacht werd voor het eerst geldig gepubliceerd in 1962 door Podaný.

## Soorten
Tomentgaurotes omvat de volgende soorten:
- Tomentgaurotes batesi (Aurivillius, 1912)
- Tomentgaurotes maculosus (Bates, 1885)
- Tomentgaurotes multiguttatus (Bates, 1892)
- Tomentgaurotes ochropus (Bates, 1880)
- Tomentgaurotes plumbea Chemsak & Linsley, 1963